# Mo Chhu
Il Mo Chhu (noto anche come Puna Tsang Chhu) è un affluente del Brahmaputra che attraversa Bhutan e India. In dzongkha, la lingua ufficiale del Bhutan, il suo nome letteralmente vuol dire "mare" (Mo) e "acqua/fiume" (Chhu).

## Descrizione del corso

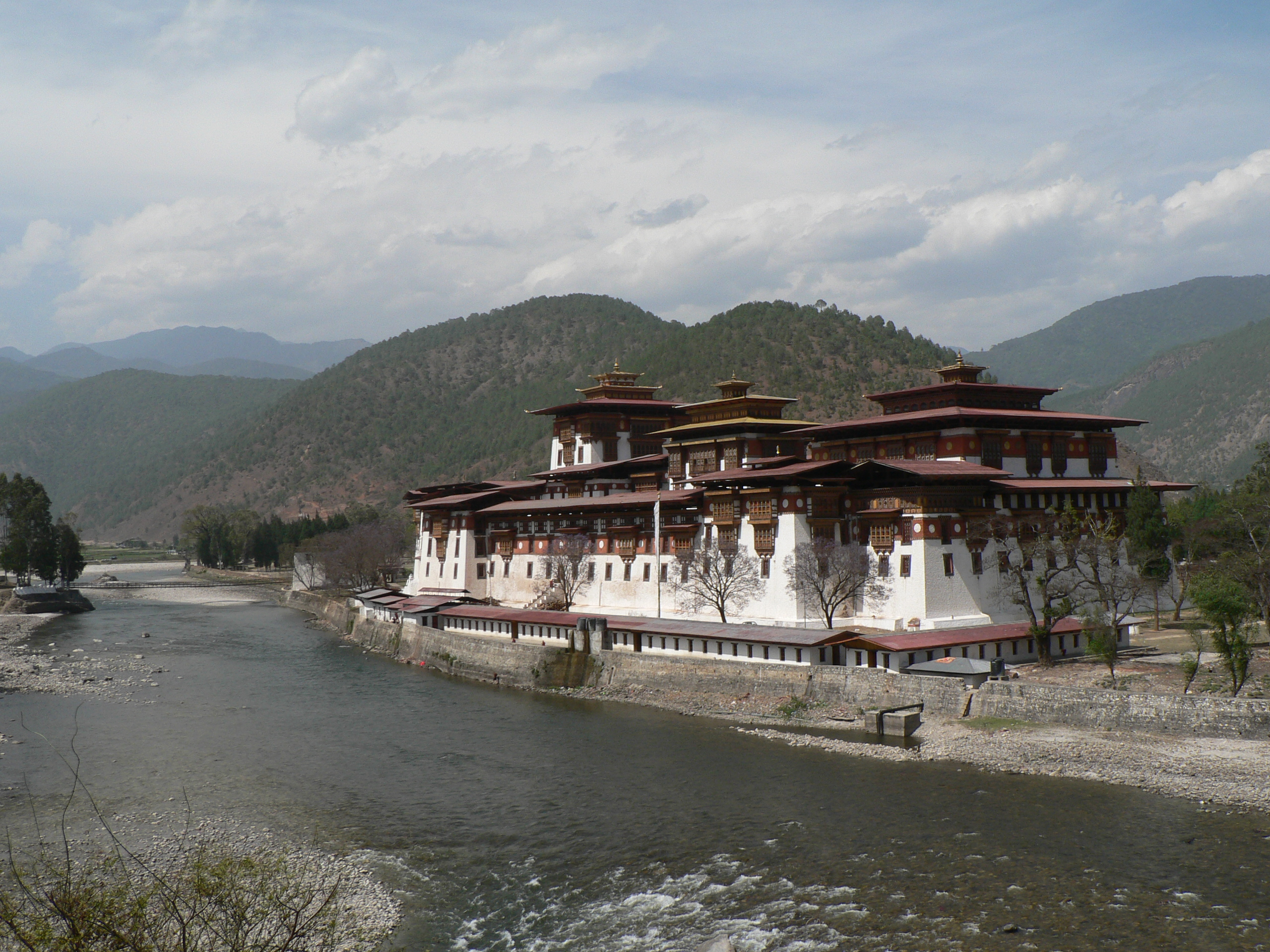
Il Mo Chhu mentre passa vicino allo dzong di Punakha.

Il Mo Chhu sorge sui monti dell'Himalaya, nel distretto di Gasa, non distante dal confine che separa il Bhutan e la Regione Autonoma del Tibet. Il suo corso segue una direzione verso sud, fino ad arrivare all'ex capitale del paese Punakha. Qui, nei pressi dello dzong della città, si ha il punto di confluenza con il Pho Chhu, che arriva da nord-est. Il fiume continua il suo percorso verso Wangdue Phodrang, dove incontra il Tang Chhu e cambia il nome in Puna Tsang Chhu. A questo punto, il corso d'acqua attraversa il distretto di Dagana e quello di Tsirang, per poi entrare nell'Assam (India) e assumere il nome di Sankosh, con il quale infine sfocia nel Brahmaputra.